# Pontia protodice
Pontia protodice is een vlindersoort uit de familie van de Pieridae (witjes), onderfamilie Pierinae.
De soort komt voor in Noord- en Centraal-Amerika.
Pontia protodice werd in 1830 beschreven door Boisduval & Le Conte.